# John Harper
John Harper (Houston, 29 maggio 1872 – Oceano Atlantico, 15 aprile 1912) è stato un pastore protestante scozzese di rito Battista che morì durante il disastro del Titanic nell'Atlantico.

## Biografia
Harper nacque nel villaggio di Houston, Renfrewshire, Scozia, in 1872. Abbracciò personalmente la fede cristiana dei genitori all'età di quattordici anni e iniziò a predicare quando aveva diciotto anni. Da giovane Harper lavorò come manovale in una fabbrica finché il pastore Battista E. A. Carter della Baptist Pioneer Mission di Londra sentì la sua predicazione e lo collocò come ministro in Govan, Scozia. Nel 1897 divenne il primo pastore of Paisley Road Baptist Church a Glasgow, Scozia. Sotto la sua cura la chiesa passò rapidamente dai venticinque membri iniziali a oltre cinquecento, e presto si trasferì in un nuovo edificio in Plantation Street. Nel 1922, la chiesa si spostò ancora in quello che è ancora il suo attuale edificio in Craigiehall Street, e cambiò nome in Harper Memorial Baptist Church in onore del suo fondatore.
Al tempo del disastro del Titanic, Harper aveva trentanove anni, vedovo con una figlia di sei anni, Annie Jessie (Nana), e pastore della Walworth Road Baptist Church a Londra. Era in viaggio verso Chicago con sua figlia e sua sorella Jessie W. Leitch per andare a predicare alla Moody Church per diverse settimane, dove aveva servito come ministro ospite l'autunno precedente, quando la nave fu colpita da un iceberg la notte del 14 aprile 1912. Sua figlia e sua sorella vennero imbarcate su una scialuppa di salvataggio, ma Harper rimase sulla nave e si lanciò poi in acqua una volta che la nave iniziò ad affondare. Alcuni sopravvissuti raccontarono che Harper predicò il messaggio del Vangelo fino alla fine (modellando la predicazione su quanto si trova in Atti 16:31), prima a bordo della nave che affondava e poi tra coloro che erano nell'acqua gelata, nella quale egli stesso poi morì.
La storia di John Harper a bordo del Titanic è raccontata nel libro The Titanic's Last Hero, pubblicato da Moody Adams.
Una versione per bambini della storia di Harper è stata pubblicata da Christian Focus Publications nel marzo del 2011, intitolata Titanic- Ship of Dreams - John Harper e scritta da Robert Plant.